# Dusičnan barnatý
Dusičnan barnatý je anorganická sloučenina se vzorcem Ba(NO3)2. Jedná se o barnatou sůl kyseliny dusičné.
Za běžných podmínek je dusičnan barnatý bílá pevná látka. Rozpouští se ve vodě a je toxický. V přírodě se vyskytuje ve formě vzácného nerostu nitrobarytu.
Baratol je výbušnina složená z dusičnanu barnatého, TNT a pojiva. Vysoká hustota dusičnanu barnatého znamená, že i baratol má vysokou hustotu. Směs dusičnanu barnatého s hliníkovým práškem je vysoce výbušná a používala se jako bleskový prášek. Ve směsi s termitem vzniká Thermate-TH3, výbušnina používaná ve vojenských termitových granátech. Dusičnan barnatý se používá i při výrobě oxidu barnatého, vakuových trubic a pro dosažení zelené barvy u zábavní pyrotechniky, zejména zeleného bengálského ohně (díky barnatým iontům).

## Příprava
K přípravě jsou používány dva postupy. První spočívá v rozpuštění malého kusu uhličitanu barnatého v kyselině dusičné, přičemž mohou vnikat případné nečistoty; dusičnan barnatý se potom získá filtrací, odpařením a následnou krystalizací. Druhý postup vyžaduje reakci chloridu barnatého s vyhřívaným roztokem dusičnanu sodného, přičemž se postupně krystalizují malé částečky dusičnanu barnatého.